# Käthe Itter
Käthe Itter (* 2. Juni 1907 in Spandau; † 30. Juni 1992; auch Käte Itter) war eine deutsche Schauspielerin und Hörspielsprecherin.

## Leben
Käthe Itter war Tochter des Amtmanns Heinrich Itter und seiner Ehefrau Maria. Nach einer Ausbildung an Dr. Hoch’s Konservatorium in Frankfurt am Main führten sie erste Stationen als Soubrette an Bühnen in Frankfurt am Main und Heidelberg, an das Thalia Theater in Hamburg und wiederum an verschiedene Theater in Chemnitz und Nürnberg. Es folgte in der Spielzeit 1933 bis 1934 ein Engagement an das Münchner Volkstheater.
Von 1935 bis 1948 war Käthe Itter Ensemblemitglied am Staatstheater in Stuttgart. Daran schlossen sich verschiedene Gastspiele und Tourneen an. In der Spielzeit 1954 bis 1955 war sie am Stadttheater in Baden-Baden engagiert, danach an der Württembergischen Landesbühne in Eßlingen am Neckar (damaliger Name). Ab der Spielzeit 1958/1959 ist eine Tätigkeit am Hebbel-Theater in Berlin zu verzeichnen. Dort war sie 1958 in Walther Suessenguths Inszenierung von Sam Spewacks Zwei blinde Hühner zu sehen. Neben ihr standen unter anderem Hans Putz, Heinz Giese und Emmy Burg auf der Bühne.
Ab 1952 wirkte Käthe Itter verstärkt in Film- und später auch in Fernsehproduktionen mit. Darunter befanden sich 1956 die Spielfilme Solange noch die Rosen blühn von Hans Deppe mit Hertha Feiler, Gerhard Riedmann und Eva Probst, im Jahr 1957 Nachts, wenn der Teufel kam von Robert Siodmak mit Claus Holm, Mario Adorf und Hannes Messemer und 1965 Dr. med. Hiob Prätorius von Kurt Hoffmann mit Heinz Rühmann, Liselotte Pulver und Fritz Rasp. Neben Auftritten in Fernsehserien wie Funkstreife Isar 12, Kommissar Freytag und die Die fünfte Kolonne konnte man Käthe Itter in den Fernsehfilmen Am grünen Strand der Spree und Orden für die Wunderkinder sehen. In dieser Parodie auf die Wohlstandsgesellschaft spielte sie in der Regie von Rainer Erler mit Carl-Heinz Schroth, Edith Heerdegen und Hans Jürgen Diedrich.
Käthe Itter war auch als Hörspielsprecherin tätig. So konnte man sie 1946 in einer Adaption von Arthur Schnitzlers Schauspiel Liebelei als Mizi Schlager hören.

## Filmografie (Auswahl)
- 1936: Es waren zwei Junggesellen
- 1952: Das kann jedem passieren
- 1952: Einmal am Rhein
- 1953: Die drei falschen Tanten
- 1953: Salto Mortale
- 1954: Heideschulmeister Uwe Karsten
- 1954: Die schöne Müllerin
- 1956: Tausend Melodien
- 1956: Solange noch die Rosen blühn
- 1957: Unter Palmen am blauen Meer
- 1957: Nachts, wenn der Teufel kam
- 1958: Ein Lied geht um die Welt
- 1959: Die gute Sieben (Fernsehfilm)
- 1959: Die ideale Frau
- 1959: Ein Sommer, den man nie vergißt
- 1960: Am grünen Strand der Spree – Capriccio Italien (fünfteiliger Fernsehfilm)
- 1961: Die Journalisten (Fernsehfilm)
- 1961: Unternehmen Kummerkasten (Fernsehserie)
- 1961: Im 6. Stock
- 1962: Hauptgewinn: 6 (Fernsehserie)
- 1962: Die Flucht (Fernsehfilm)
- 1962: Funkstreife Isar 12 – Die Belehrung (Fernsehserie)
- 1963: Bekenntnisse eines möblierten Herrn
- 1963: Orden für die Wunderkinder (Fernsehfilm)
- 1964: Kommissar Freytag – Vergangenheit gegen bar (Fernsehserie)
- 1964: Die fünfte Kolonne – Zwei Pistolen (Fernsehserie)
- 1965: Dr. med. Hiob Prätorius
- 1965: Der wahre Jakob
- 1966–1967: Familie Hansen (sechsteilige Fernsehserie) – drei Folgen
- 1967: Der Trinker (Fernsehfilm)
- 1968: Die Mühle von Sanssouci (Fernsehfilm)